# آگوستو پوروزو
آگوستو پوروزو (انگلیسی: Augusto Porozo؛ زادهٔ ۱۳ آوریل ۱۹۷۴) یک بازیکن فوتبال بازنشسته اهل اکوادور است.
وی همچنین در تیم ملی فوتبال اکوادور بازی کرده‌است و سابقهٔ حضور در جام جهانی فوتبال ۲۰۰۲ را نیز دارد.